# 郑宅镇
郑宅镇，中国浙江省金华市浦江县下辖的一个镇。

## 行政区划
下辖以下地区：
三郑村、山头村、前店村、深一村、深二村、秧田村、上郑村、枣园村、丰产村、五房村、冷水村、东庄村、东明村、后溪村、安山村、石姆村、孝门村、广明村、下方村、芦溪村、金泥村、蒙山村、石源村、陈山村、湖顶村、东畈村、堂头村、横溪村、三雅村、地畈村、上新屋村、寺后村、岭脚村和六转村。

## 中国传统村落
郑宅镇区获评“中国传统村落”。